# Maria von Mansfeld-Hinterort
Maria von Mansfeld-Hinterort (* nach 3. März 1567; † zwischen 1625 und 1635) war die zweite Ehefrau des Landgrafen Ludwig IV. von Hessen-Marburg (* 27. Mai 1537; † 9. Oktober 1604). Die Ehe blieb kinderlos. Nach dem Tod ihres Gemahls wurde sie von dessen Neffen, den Landgrafen Moritz von Hessen Kassel und Ludwig V. von Hessen-Darmstadt, in einen schweren Erbstreit verwickelt, der mit einem für sie weniger vorteilhaften Vergleich beendet wurde. Sie ging 1611 eine zweite Ehe ein, mit dem 22 Jahre jüngeren Grafen Philipp III. (V.) von Mansfeld-Vorderort zu Bornstedt (1589–1657). Wann und wo sie starb, ist unbekannt.

## Abstammung
Maria war das achte und jüngste Kind des Grafen (Hans) Johann I. von Mansfeld-Hinterort († 3. März 1567) und dessen zweiter Gemahlin, Prinzessin Margarete von Braunschweig-Lüneburg-Celle, Tochter des Herzogs Ernst I. von Braunschweig-Lüneburg (* 12. Juli 1534; † 24. September 1596). Sie heiratete am 4. Juli 1591 in Marburg den Landgrafen Ludwig IV, dessen erste Ehefrau Hedwig von Württemberg (1547–1590), Tochter des Herzogs Christoph, am 4. März 1590 nach kinderloser Ehe verstorben war.

## Leben

### Landgräfin
Zum Zeitpunkt ihrer Vermählung war die lebenslustige Maria 24 Jahre alt und damit 30 Jahre jünger als ihr Ehemann. Die Ehe war, angesichts des erheblichern Altersunterschieds, eher problematisch und blieb kinderlos, aber der reiche Ludwig IV. gab sich seiner Frau gegenüber ungemein großzügig. Dies wurde bereits im Ausmaß ihrer Morgengabe von 5000 Gulden ersichtlich, die auf die Stadt und das Amt Butzbach verschrieben waren, und setzte sich fort in dem mehrfach erheblich vergrößerten Umfang ihres Wittums. Darüber hinaus verzichtete Ludwig einige Jahre nach der Hochzeit auch auf die von ihrer schwer verschuldeten, seit 1570 unter Sequestration stehenden Familie noch immer nicht bezahlte Mitgift.
Maria entwickelte sehr schnell ein reges Interesse an dem jungen Philipp Ludwig von Baumbach († 1618), einem Günstling des Landgrafen, der 1591 zum Hofmeister der Frauenzimmer aufgestiegen war und 1593 als Nachfolger des im November dieses Jahres verstorbenen Johann Scheuernschloss zu Hachborn Haushofmeister wurde. Zwischen den beiden entwickelte sich eine am Hof und bei den Verwandten des Landgrafen Aufsehen erregende enge Beziehung, die Ludwig IV. allerdings entweder nicht bemerkte oder nicht bemerken wollte. Als der Landgraf 1597 seiner Gattin den Rodenhof an der Schlossmauer in Marburg schenkte, zog Baumbach auf Marias Anordnung umgehend aus seiner Stadtwohnung dorthin und damit in ihre unmittelbare Nähe. Das Wohnhaus brannte zwar im März 1598 ab, wurde jedoch auf Marias Veranlassung sofort wieder aufgebaut.
Baumbach wurde von der Landgräfin und mehr noch von Landgraf Ludwig IV. reichlich beschenkt. Insbesondere erhielt er im Jahre 1602 den einstigen Lehensbesitz des Johann Scheuernschloss, das ehemalige Kloster Hachborn mit allem Zubehör, das der zuvor praktisch unvermögende Höfling auf Kosten des Landgrafen und der Landgräfin schnell prächtig ausbaute und einrichtete. Viele seiner wertvollen Geschenke ließ Baumbach nach und nach zur Aufbewahrung zu seinen Eltern auf die Burg Tannenberg bei Nentershausen bringen. Ob Ludwig IV. letztlich doch von seinen Neffen, den Landgrafen Moritz in Kassel und Ludwig V. in Darmstadt, gedrängt wurde, den Favoriten seiner Ehefrau in gewisse Schranken zu verweisen, ist unbekannt; jedenfalls wurde Baumbach Anfang Juni 1603 als Haushofmeister durch Hans (Johann) Philipp von Buseck ersetzt. Ludwig IV. ließ seinen Günstling jedoch nicht fallen und stellte ihm sogar noch einschlägige „Rechtfertigungs-Schreiben“ aus.

### Erbstreit
Als Ludwig IV. im Jahre 1604 ohne erbberechtigte Nachkommen starb, fiel der nördliche Teil seiner Landgrafschaft auf Grund seines Testaments an Moritz von Hessen-Kassel, der südliche Teil an Ludwig V. von Hessen-Darmstadt. Beide waren bedacht, ihr Erbe nicht durch ihres Onkels überaus großzügige Schenkungen an seine Ehefrau oder deren vermeintlichen Liebhaber schmälern zu lassen, und bestritten Maria ihr Wittum und Baumbach seinen Lehensbesitz. Die Landgrafenwitwe wurde bei diesem Streit von ihrem Schwager, dem Grafen Hermann Adolf von Solms-Hohensolms-Lich (1545–1613) vertreten, der 1589 ihre Schwester Anna Sophie (1562–1601) geheiratet hatte. Das Wittum Marias umfasste, neben der ihr als Morgengabe verschriebenen Stadt und Amt Butzbach, ab 1591 Schloss, Stadt und Amt Grünberg mit einer jährlichen Rente von 3000 Gulden, ab 1595 auch das 1583–1591 erbaute Schloss Merlau mit allem Zubehör, ab 1601 auch das gesamte Amt Bingenheim nebst der Fuldischen Mark, letztere allerdings unter Vorbehalt einer baldigen Einlösung (mit 121.000 Gulden) oder des Ankaufs durch Ludwigs IV. Universal-Erben Moritz in Kassel und Ludwig V. in Darmstadt. sowie einen großen Teil von Ludwigs IV. Vermögen an Geld, Schmuck, anderen Wertsachen und Mobiliar.
Um die anfangs unnachgiebig um ihr Wittum kämpfende Maria unter Druck zu setzen, wurde Baumbach beschuldigt, zu Lebzeiten Ludwigs IV. eine ungebührliche Beziehung mit ihr gepflegt zu haben. Maria wurde unter Aufsicht gestellt und ihre Bediensteten wurden inhaftiert und, ebenso wie Baumbach, mit Anklagen wegen verschiedener Vergehen bedroht, man sich belastende Aussagen in der Sache Ehebruch erhoffte. Diese Maßnahmen riefen die Verwandten der Witwe, insbesondere die Welfen-Herzöge August der Ältere und August der Jüngere von Braunschweig-Lüneburg, und andere Fürsprecher Marias auf den Plan, die sich energisch für sie einsetzten. Selbst Kaiser Rudolph II. nahm sie in seinen Schutz und drohte Moritz und seinen Darmstädter Vettern am 2. Mai 1605 mit Geldstrafe und sogar Reichsacht, sollten sie der Landgrafenwitwe ihre gebührende Hinterlassenschaft vorenthalten oder sie weiterhin bedrängen.
Angesichts der drohenden Gefahr für ihren Ruf, und damit für ihr Wittum, wurde Maria nachgiebiger. Der Darmstädter Landgraf Ludwig V., der weniger zu gewinnen oder verlieren hatte, war weniger hartnäckig als Moritz, und die Diener wurden schließlich freigelassen. Unter dem Druck der Umstände willigte Maria am 27. März 1605 in einen Vergleich mit Landgraf Moritz ein: Gegen eine Summe von 54.500 Gulden, weniger als die Hälfte des tatsächlichen Wertes, verzichtete sie für sich und ihre Nachkommen auf Moritz’ Anspruch auf ihr Wittum (Grünberg, Merlau, Butzbach, Fuldische Mark, Rodenhof in Marburg und alle Verschreibungen ihres verstorbenen Gatten). Ein entsprechender Vergleich mit Ludwig V. von Hessen-Darmstadt folgte bald darauf.
Baumbachs Verfahren zog sich jedoch noch weiter hinaus. Am 14. April 1605 ließ Landgraf Moritz ihn in der Festung Ziegenhain inhaftieren. Dort wurde er im Juni 1605 von einem Gericht unter Vorsitz des Marburger Hofgerichtsrats Johann Schwertzell d. Ä. (1549–1614) einem Prozess unterzogen, in dem ihm u. a. Ehebruch, Hexerei, Vergiftung und unrechtmäßige Landesverweisung mutmaßlicher Mitwisser oder Zeugen seiner verwerflichen Beziehung mit der Landgräfin vorgeworfen wurden. Keiner der Anklagepunkte beruhte auf beweiskräftigen Indizien oder Zeugenaussagen, und es ging Landgraf Moritz und seinen Vettern in Darmstadt auch eher um Marias Wittum und um Baumbachs Besitz als um Baumbach selbst. Baumbach wurde, nachdem Maria ihrem Wittum entsagt hatte und am 5. Juni das erste Gericht über ihn gehalten worden war, in Freiheit gesetzt, ob auf Grund eines Vergleichs oder weil kein Schuldspruch abzusehen war, ist nicht mehr bekannt. Er erhielt seinen beschlagnahmten beweglichen Besitz zurück, nicht jedoch Hachborn und die andern Güter, mit denen ihn Ludwig IV. belehnt hatte; diese wurden von Moritz eingezogen. Er vermählte sich wenig später mit Louise von Bran, ließ sich in Homberg (Efze) nieder und verstarb dort im Jahr 1618. Sein Bruder Ewald Jost, hessischer Oberforst- und Landjägermeister, gab am 16. April 1625 gegen eine Abfindung alle Ansprüche auf Hachborn auf.

### Späteres Leben
Maria nahm, auf der Grundlage einer Einigung mit Landgraf Ludwig V., ihren Witwensitz im Schloss Merlau und unterhielt dort eine kleine Hofhaltung mit rund zwei Dutzend Bediensteten. Ihre von Ludwig V. bewilligten jährlichen Bezüge und die Einkünfte aus dem Gutshof in Merlau deckten allerdings nicht ihre Ausgaben. Wiederholt forderten Kaufleute und Handwerker ihre immer wieder auflaufenden beträchtlichen Schulden beim Darmstädter Landgrafen ein. Ludwig V. half immer wieder aus, wohl auch, weil er sich durch die Fürsorge für diese angeheiratete Tante die Unterstützung ihrer mehrheitlich lutherischen Verwandten, den Welfen und den Grafen von Mansfeld, im ab 1605 mit religiösen Argumenten geführten Marburger Erbstreit erhoffte. Maria nutzte die religiösen Differenzen zwischen den beiden Landgrafen-Vettern jedenfalls geschickt zur Wahrung ihrer eigenen Interessen.
Im November 1611 heiratete die inzwischen 44-jährige Maria auf Schloss Merlau den erst 22 Jahre alten Grafen Philipp von Mansfeld (1589–1657), dessen Bruder Wolfgang V. (1575–1638) von etwa 1610 bis mindestens 1616 in Diensten des Ludwigs V. stand und der wohl bei der Anbahnung dieser Verbindung eine Rolle gespielt hatte. Das Paar wohnte zunächst noch in Merlau, häufte erneut hohe Schulden in Merlau, Marburg, Grünberg und Alsfeld an und zog erst im Spätsommer 1612 auf das Schloss Mansfeld.
Danach ist über Maria von Mansfeld nur noch wenig bekannt. Im März 1614 verlangte ihr Ehemann Philipp im Namen seiner Frau in Kassel die Zahlung ihrer seit sieben Jahren ausstehenden Leibrente von jährlich 1.600 Gulden. Landgraf Moritz verwies auf Marias Verzicht von 1605, bewilligte aber doch die einmalige Zahlung dieser angelaufenen 11.200 Gulden, von denen rund 8.500 Gulden ohnehin an Gläubiger Marias in Eschwege und Marburg zu zahlen waren. Weitere etwa 2.000 Gulden waren Philipp Ludwig von Baumbach geschuldet, so dass Philipp von Mansfeld mit nur 2.750 Gulden nach Mansfeld zurückkehrte.
Philipp trat 1614 in den Heeresdienst des Schwedenkönigs Gustav II. Adolf ein und war noch 1622 Inhaber eines schwedischen Infanterieregiments. Im Juni 1622 geriet er im Heer seines Vetters, dem Söldnergeneral Peter Ernst II. von Mansfeld (1580–1626), bei der Schlacht auf der Lorscher Heide in spanische Gefangenschaft, aus der er erst 1624, wohl dem Einfluss seiner Brüder in Wien zu verdanken, entlassen wurde. Während seiner Gefangenschaft reiste seine Gemahlin Maria von Mansfeld nach Brüssel, um sich für ihren gefangenen Mann einzusetzen. Ihr letztes Lebenszeichen war ein Brief von dort an Landgraf Ludwig V. vom 11. November 1624, in dem sie ihn zur Inbesitznahme Marburgs beglückwünschte und dann um 2.000 Gulden bat. Der Landgraf bewilligte die Hälfte.
Nach seiner Freilassung konvertierte Philipp zum Katholizismus und trat, wie seine beiden Brüder, in Habsburger Dienste, wo er reüssierte. 1628 befehligte er die habsburgische Ostseeflotte unter Wallenstein, 1631 wurde er Hofrat und kaiserlicher Kämmerer, 1632 Feldzeugmeister und 1633 Feldmarschall. Er kämpfte in Schlesien und Polen, ab 1633 im Rheinland und in Westfalen, 1634 in der Wetterau und am Main, und im März/April 1635 in der Landgrafschaft Hessen-Kassel.
Wo sich Maria von Mansfeld nach 1624 aufhielt und wie lange sie noch lebte, ist unbekannt. 1625 war sie wohl noch im Leben, denn Landgraf Ludwig V. erwähnte sie in seinem Testament. Da Philipp später eine zweite Ehe einging, der vier zwischen 1635 und 1642 geborene Kinder entsprossen, und eine vorherige Scheidung von Maria aktenkundig geworden wäre, geht man davon aus, dass sie zwischen 1625 und 1635 verstarb. Ob dies in Brüssel geschah, oder ob sie noch nach Wien gegangen war, wo ihre beiden Schwager hohe Ämter innehatten und eine Nichte Hofdame der Kaiserin Eleonora Gonzaga war, ist ebenfalls nicht bekannt.